# 152-мм гаубица образца 1909/30 годов
152-мм гаубица образца 1909/30 годов — советская гаубица периода Второй мировой войны. Это орудие, являвшееся модернизацией 6-дм гаубицы периода Первой мировой войны.

## История создания
В конце 1920-х годов советское военное руководство приняло решение модернизировать стоявшие на вооружении орудия времён Первой мировой войны. Основной целью модернизации было увеличение дальности стрельбы. Модернизация затронула и достаточно многочисленную 152-мм крепостную гаубицу образца 1909 года. В конце 1920-х годов с орудием был проведён ряд опытов, призванных выяснить его модернизационный потенциал. В частности, было установлено, что начальная скорость снаряда у гаубицы может быть увеличена до 395 м/с (при больших значениях возникал риск повреждения лафета). Также в 1930 году на заводе «Большевик» проводились опыты по установке на гаубицу дульного тормоза.
Проект модернизации орудия был разработан в 1930—1931 годах на Пермском заводе. Первоначально модернизация заключалась только в удлинении зарядной каморы до 340 мм (при этом на казённый срез и кожух наносилась надпись «удлинённая камора»). На орудиях последних выпусков также вводились следующие изменения:
- на затворе введена отдельная боевая втулка;
- в люльке изменён упор штоков;
- подъёмный механизм сделан односекторным.

Некоторые гаубицы получили металлические колеса с резиновой грузошиной.
Модернизированное орудие было принято на вооружение под официальным наименованием 152-мм гаубица обр. 1909/30 гг.

## Описание конструкции
Орудие было получено путём модернизации русской 152-мм крепостной гаубицы образца 1909 года времён Первой мировой войны. Оно представляло собой классическую короткоствольную гаубицу, предназначенную для стрельбы под углами возвышения преимущественно от +20 до +41° выстрелом с раздельным заряжанием. Гаубица оснащалась затвором поршневого типа (открывание и закрывание затвора производилось поворотом рукоятки в один приём), гидравлическим компрессором веретённого типа и гидропневматическим накатником. Противооткатные устройства собраны в салазки под стволом и откатывались вместе с ним, дульный тормоз отсутствует.
Подъёмный механизм секторного типа (у гаубиц ранних выпусков — два сектора, поздних выпусков — один сектор). Ствольная группа монтируется на однобрусном лафете без подрессоривания колёсного хода. Колёса деревянные, но с 1937 года часть гаубиц получила металлические колеса с резиновой грузошиной. Передок бескоробковый, колеса передка деревянные или металлические.
Устройство гаубицы было весьма несложным, что позволило хорошо освоить это орудие в строевых частях, где оно пользовалось большой популярностью. Однако максимальная дальность стрельбы около 10 км для корпусного орудия была уже недостаточной даже по меркам межвоенного времени. Неустранённые в ходе модернизации малая скорость транспортировки и недостаточные углы обстрела (как по горизонтали, так и по вертикали) привели к постепенной замене гаубиц обр. 1909/30 гг. на более современные орудия того же калибра и назначения М-10.
Однако орудие М-10 было гораздо сложнее по конструкции и его производство разворачивалось с большим трудом (во второй половине 1941 года его выпуск и вовсе прекратился), поэтому к началу Великой Отечественной войны гаубицы образца 1909/30 гг. вместе с 152-мм гаубицами 1910/30 гг. были самыми распространёнными среди гаубиц шестидюймового калибра в Красной армии. Они использовались в течение всей войны, и только в 1943 году они начали заменяться более современными 152-мм гаубицами Д-1.

## Производство
|               | Производство 152-мм гаубиц обр. 1909/30 гг., шт. |      |      |      |      |      |      |      |      |      |       |
| Производитель | 1931                                             | 1932 | 1933 | 1934 | 1935 | 1937 | 1938 | 1939 | 1940 | 1941 | Итого |
| № 92          | 158                                              | 210  | 260  | 54   | 2    |      |      |      |      |      | 684   |
| № 172         |                                                  |      |      |      |      | 99   | 480  | 620  | 295  | 10   | 1504  |
| Всего         | 158                                              | 210  | 260  | 54   | 2    | 99   | 480  | 620  | 295  | 10   | 2188  |

Кроме нового производства, в гаубицы обр. 1909/30 гг. были переделаны 362 гаубицы обр. 1909 г. Переделкой орудий занимался Киевский арсенал (возможно, количество переделанных орудий было большим, поскольку, согласно некоторым источникам, сумма вновь произведённых и переделанных орудий меньше фактического наличия орудий данного типа к июню 1941). С 1940 года орудие заменяется в серийном производстве новой 152-мм гаубицей образца 1938 года (М-10).

## Организационно-штатная структура

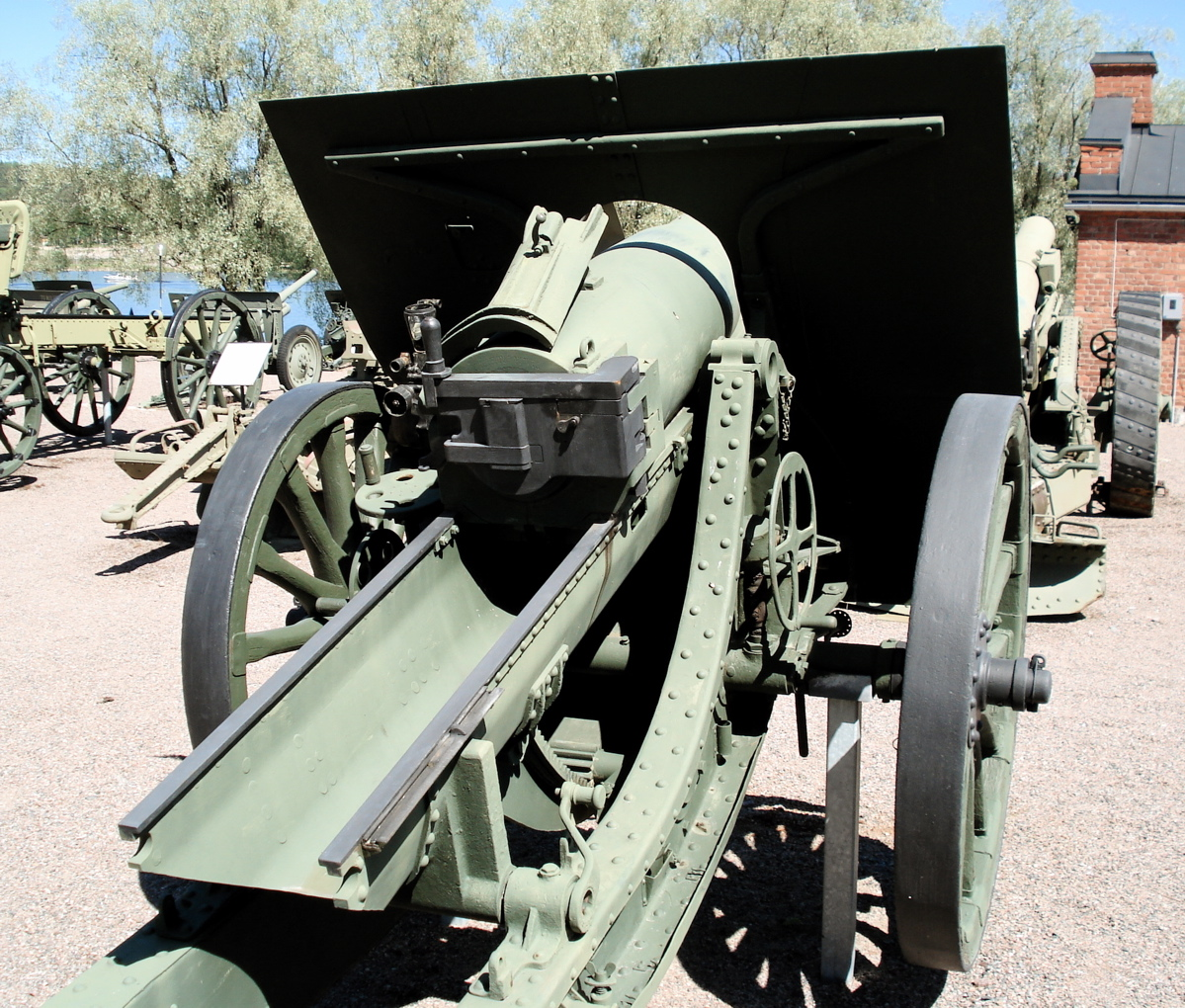
152-мм гаубица обр. 1909/30 гг. в музее г. Хямеэнлинна, Финляндия

По штату 1939 года, в стрелковой дивизии имелся гаубичный полк с дивизионом 152-мм гаубиц (12 шт.). В июле 1941 года гаубичный полк из состава дивизии был исключён. Также дивизион 152-мм гаубиц имелся в моторизованной дивизии и танковой дивизии, также до лета 1941 года. В корпусной артиллерии в 1941 году 152-мм гаубиц по штату не было (их заменяли гаубицы-пушки МЛ-20). С конца 1943, при восстановлении корпусного звена, в состав корпусной артиллерии был включён артиллерийский полк пятибатарейного состава (20 орудий), в состав которого, наряду с другими орудиями, входили и 152-мм гаубицы. К 1 июня 1944 года корпусная артиллерия насчитывала 192 152-мм гаубицы.
В составе артиллерии РВГК в течение всей войны были гаубичные полки (48 гаубиц) и с 1943 года тяжёлые гаубичные бригады (32 гаубицы). Полки и бригады могли объединяться в артиллерийские дивизии.

## Служба и боевое применение
152-мм гаубица образца 1909/30 годов долгое время была самой многочисленной в Рабоче-крестьянской Красной армии (РККА). Гаубица принимала участие в боях на реке Халхин-Гол (при этом шесть орудий было потеряно) и советско-финской войне 1939—1940 гг.
На 1 января 1941 года на балансе ГАУ КА числилась 2601 гаубица, из которых 230 требовали текущего ремонта, 136 заводского и 4 подлежали списанию.
На 22 июня 1941 года 152-мм гаубиц обр. 1909/30 гг. имелось 2607 штук, в то время как в войсках находилось 2432. Для сравнения, новых гаубиц М-10 было около 1000 штук.
152-мм гаубица обр. 1909/30 года активно использовалась в боевых действиях, однако орудия этого типа понесли большие потери в 1941—1942 годах. Это, наряду с прекращением выпуска гаубиц М-10 и мелкосерийностью новых гаубиц Д-1, привело к острому дефициту 152-мм гаубиц в середине — конце войны. Сохранившиеся орудия использовались до конца войны (в частности, в экспозиции Артиллерийского музея в Санкт-Петербурге имеется гаубица этого типа, стрелявшая по Рейхстагу).

## 152-мм гаубица образца 1909/30 гг. за рубежом

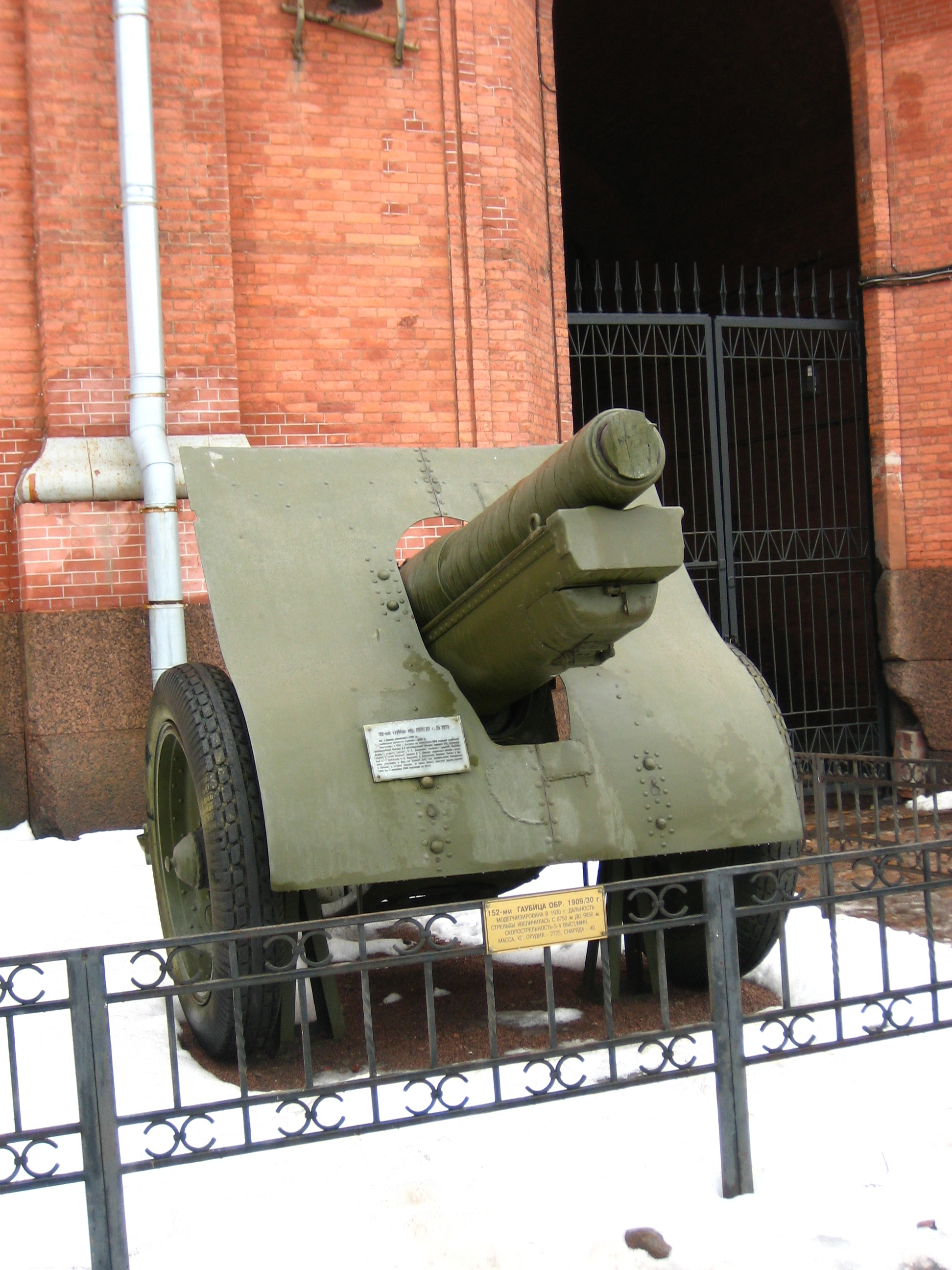
152-мм гаубица обр. 1909/30 гг. в Артиллерийском музее, Санкт-Петербург

В 1941—1942 годах германской армией было захвачено некоторое количество этих гаубиц, принятых на вооружение вермахта под индексом 15,2 cm s.F.H.445 (r) (нем. 15,2 cm schwere Feldhaubitze 445 (r) — 152-мм тяжёлая полевая гаубица 445 (русская)). Для трофейных советских орудий в феврале 1943 года немцы даже наладили производство осколочно-фугасных снарядов весом 46 кг. Большая часть таких орудий использовалась немцами в береговой обороне.
Армия Финляндии захватила 14 таких гаубиц в Зимней войне и ещё 85 орудий в начальный период советско-финской войны 1941—1944 гг., и под наименованием 152 H 09/30 записала их в свой штат. За Зимнюю войну (1939-40) и Войну продолжения (1941-44) эти трофейные гаубицы произвели 3985 и 92033 боевых выстрела, соответственно. Орудия активно использовались в боевых действиях (потери составили 14 гаубиц в 1944 году). Финские солдаты оценили простоту, удобство и надёжность орудия, однако отмечали, что для конной тяги орудие слишком тяжело, а механическая тяга из-за отсутствия подрессоривания ограничена небольшой скоростью. На вооружении финской армии (в учебных частях) гаубица состояла до 1980-х годов.

## Оценка проекта

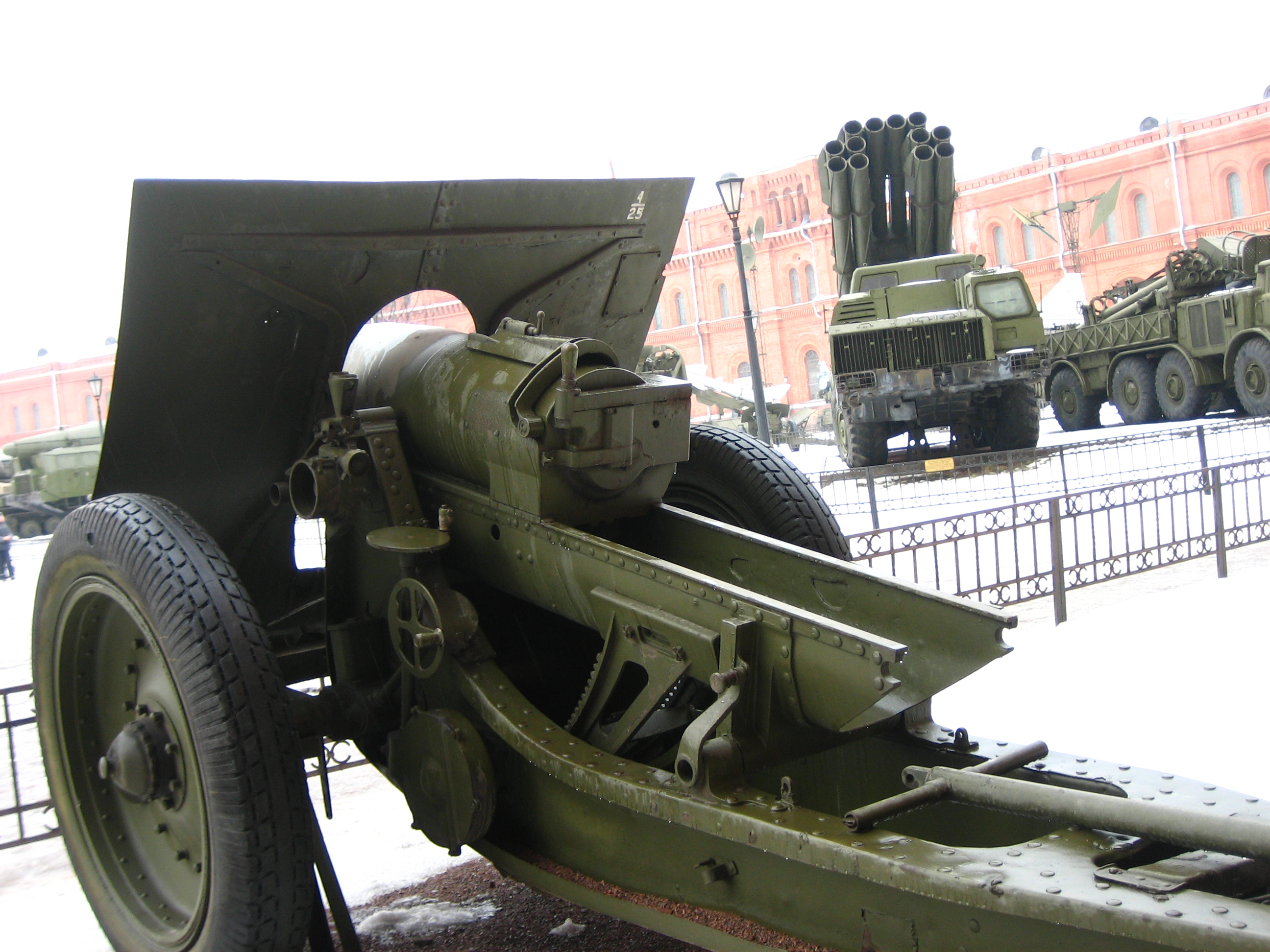
152-мм гаубица обр. 1909/30 гг. в Артиллерийском музее, Санкт-Петербург. Вид слева-сзади

152-мм гаубица обр. 1909/30 гг. являлась не очень значительной модернизацией орудия периода Первой мировой войны и в целом сохранила большую часть недостатков, присущих орудиям того периода. Главными недостатками орудия являлись:
- неподрессоренный колёсный ход, сильно ограничивающий подвижность орудия;
- устаревшая конструкция однобрусного лафета, сильно ограничивающая углы наводки (особенно горизонтальной)
- малая ширина колеи, наряду с однобрусным лафетом ещё более снижала устойчивость орудия при настильном (в целях самообороны) ведении огня[источник не указан 1909 дней].

В то же время гаубица отличалась простотой, прочностью и надёжностью. Орудие было очень лёгким (боевая масса более чем на тонну меньше, чем у М-10, и почти на 2,5 тонны меньше, чем у 15 cm s.F.H.18, что при использовании наиболее распространённой как в РККА, так и в вермахте конной тяги давало несомненные преимущества), быстро (за 30—40 секунд) переводилось из походного положения в боевое. Благодаря этим качествам, орудие пользовалось большой популярностью в РККА.
Взятый военным руководством СССР курс на модернизацию старых орудий следует признать правильным. В то время СССР ещё не был способен создавать новые современные орудия. Так, 152-мм гаубица обр. 1931 г. «НГ», созданная под руководством немецких специалистов, не пошла в массовое производство.

## Характеристики и свойства боеприпасов

Основные 152,4-мм гаубичные снаряды: 1 — осколочно-фугасная стальная граната 53-ОФ-530, 2 — осколочная граната сталистого чугуна 53-О-530, 3 — бетонобойный снаряд 53-Г-530

152-мм гаубица обр. 1909/30 гг. могла стрелять всем ассортиментом 152-мм гаубичных снарядов, за исключением морского полубронебойного.
При установке взрывателя осколочно-фугасной гаубичной гранаты 53-ОФ-530 на осколочное действие её осколки разлетаются на площади 2100 м²: 70 м по фронту и до 30 м в глубину. Если взрыватель установлен на фугасное действие, то при взрыве гранаты в грунте средней плотности образуется воронка диаметром 3,5 м и глубиной около 1,2 м.
| Номенклатура боеприпасов |                |               |                   |                 |                       |                                 |                                     |
| Индекс выстрела          | Индекс снаряда | Индекс заряда | Масса снаряда, кг | Масса ВВ/ОВ, кг | Марка взрывателя      | Начальная скорость снаряда, м/с | Максимальная дальность стрельбы, км |
| Бетонобойные             |                |               |                   |                 |                       |                                 |                                     |
| 53-ВГ-534                | 53-Г-530       | 54-Ж-534      | 40                | 5,1             | КТД                   | 390                             | 9,85                                |
| Осколочные               |                |               |                   |                 |                       |                                 |                                     |
| 53-ВО-534А               | 53-О-530А      | 54-Ж-534      | 40                | 5,66            | РГМ, РГМ-2, РГ-6      | 391                             | 9,85                                |
| 53-ВО-534АГ              | 53-О-530А      | 54-Ж-534      | 40                | 5,66            | ГВМЗ                  | 391                             | 9,85                                |
| Осколочно-фугасные       |                |               |                   |                 |                       |                                 |                                     |
| 53-ВОФ-534               | 53-ОФ-530      | 54-Ж-534      | 40                | 6,93            | Д-1, РГМ, РГМ-2, РГ-6 | 391                             | 9,85                                |
| 53-ВОФ-534Г              | 53-ОФ-530      | 54-Ж-534      | 40                | 6,93            | ГВМЗ                  | 391                             | 9,85                                |
| Фугасные                 |                |               |                   |                 |                       |                                 |                                     |
|                          | 53-Ф-521       | 54-Ж-534      | 38,3              | 7,7             | РГМ-2                 | 380                             | 8,35                                |
|                          | 53-Ф-531       |               | 44,91             | 5,7             |                       |                                 |                                     |
| 53-ВФ-534                | 53-Ф-533       | 54-Ж-534      | 40,3              | 8,8             | РГМ, РГМ-2, РГ-6      | 372                             | 8,28                                |
| 53-ВФ-534К               | 53-Ф-533К      | 54-Ж-534      | 40,7              | 7,3             | РГМ, РГМ-2, РГ-6      | 372                             | 8,28                                |
| 53-ВФ-534Н               | 53-Ф-533Н      | 54-Ж-534      | 40,7              | 7,3             | УГТ-2                 | 372                             | 8,28                                |
| 53-ВФ-534У               | 53-Ф-533У      | 54-Ж-534      | 40,8              | 8,8             | УГТ-2                 | 372                             | 8,28                                |
| 53-ВФ-534Ф               | 53-Ф-533Ф      | 54-Ж-534      | 41,1              | 3,9             | АД, АД-2, АДН         | 370                             | 8,28                                |
| Шрапнельные              |                |               |                   |                 |                       |                                 |                                     |
| 53-ВШ-534                | 53-Ш-501       | 54-Ж-534      | 41,2              | 0,5             | 45 сек.               | 370                             | 7,99                                |
| 53-ВШ-534Т               | 53-Ш-501Т      | 54-Ж-534      | 41,2              | 0,5             | Т-6                   | 370                             | 7,6                                 |
| Химические               |                |               |                   |                 |                       |                                 |                                     |
|                          | 53-ХС-530      | 54-Ж-534      | 38,8              |                 |                       |                                 |                                     |
|                          | 53-ХС-530Д     | 54-Ж-534      | 42,5              | 5,4             |                       |                                 |                                     |
|                          | 53-ХН-530      | 54-Ж-534      | 39,1              |                 | КТМ-2                 |                                 |                                     |
|                          | 53-ОХ-530      | 54-Ж-534      | 40                |                 | КТМ-2, РГ-6           | 391                             | 9,85                                |

## Где можно увидеть
152-мм гаубица обр. 1909/30 гг. имеется в экспозиции артиллерийского музея в Санкт-Петербурге. Рядом с Москвой в деревне Падиково такая гаубица представлена в экспозиции Музея отечественной военной истории. Также одна из таких гаубиц экспонируется в финском артиллерийском музее г. Хямеэнлинна. Также в качестве экспоната во дворе Саратовского Военно-Медицинского института (Бывшее артиллерийское училище). Орудие фирмы «Шнейдер» 1911 года выпуска экспонируется в Музейном комплексе УГМК (г. Верхняя Пышма, Свердловская область). Четыре орудия стоят у входа на советское военное кладбище в цитадели Познани.

### Сноски
1. ↑  На максимальном заряде.
2. ↑  Снаряжён стойким типом отравляющего вещества.
3. ↑  Отравляющее вещество Р-43 (вязкий люизит).
4. ↑  Снаряжён нестойким типом отравляющего вещества.